# تصنيع فضائي

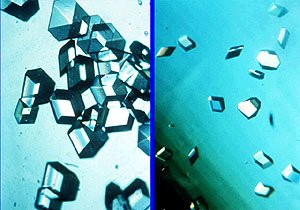

التصنيع الفضائي هو عملية إنتاج بضائع مصنعة في بيئة تقع خارج الغلاف الجوي للكوكب، تشمل ظروفًا مثل الجاذبية الصغرى والفراغ. يتميز التصنيع في الفضاء بعدة مميزات على الصناعة القائمة على الأرض. تسمح البيئة بعمليات صناعية لا يمكن القيام بها على الأرض. يمكن رفع ومعالجة المواد الخام إلى مدار من أجسام أخرى داخل النظام الشمسي بتكلفة منخفضة مقارنةً بتكلفة رفع المواد إلى مدار من الأرض.
1. يمكن إجراء عمليات خطرة في الفضاء وتقليل الخطر الواقع على بيئة الأرض أو الكواكب الأخرى إلى الحد الأدنى.
2. يتوقع أن تكون بيئة الفضاء نافعة لإنتاج منتجات متنوعة. بمجرد دفع تكاليف رأس المال لجمع معدات التعدين والتصنيع، سيحتاج الإنتاج أن يكون مربحًا اقتصاديًا حتى يحافظ المشروع على استمراره ويصبح نافعًا للمجتمع. أهم تكلفة هي التغلب على حد الطاقة اللازم لدفع المواد في المدار. بمجرد خفض هذا الحاجز حتى يصبح بمعدل كلفة لكل كيلوجرام، سيصبح السعر المبدأي للتصنيع الفضائي أكثر جذبًا لرجال الأعمال.
3. تشمل المتطلبات الاقتصادية للتصنيع الفضائي الحاجة لجمع المواد الخام الضرورية بأقل كلفة من الطاقة. هناك علاقة مباشرة بين الحركة الاقتصادية للمواد في الفضاء ومعدل التغير في السرعة المطلوب للتحرك من مواقع التعدين إلى أماكن التصنيع. معدل التغير في السرعة عند الكويكبات القريبة من الأرض وفوبوس وديموس وسطح القمر أقل كثيرًا من معدل التغير عند إطلاق المواد من سطح الأرض إلى مدار أرضي.

## تاريخ
أثناء مهمة سويوز 6 عام 1969، أجرى رواد الفضاء الروس أول تجربة لحام في الفضاء. اختُبرت ثلاث عمليات لحام مختلفة باستخدام جهاز يسمى فولكان. تضمنت الاختبارات لحام الألومنيوم والتيتانيوم والفولاذ المقاوم للصدأ.
كانت مهمة سكاي لاب المنطلقة في مايو عام 1973 بمثابة معمل لأداء تجارب تصنيع فضائي متنوعة. امتلأت المحطة بمعدات معالجة المواد منها فرن كهربائي متعدد الأغراض وغرفة نمو البلورات وقاذف الشعاع الإلكتروني. من التجارب التي كان عليهم أداؤها البحث في عملية إذابة المعادن لتصوير سلوك المواد المشتعلة في ظل انعدام الجاذبية والنمو البلوري ومعالجة السبائك غير القابلة للامتزاج ولحام أنابيب الفولاذ التي لا تصدأ واللحام بالشعاع الإلكتروني وصنع الكرات من المعدن المنصهر. قضى طاقم العمل ما مجموعه 32 ساعة على علم المواد والبحث في التصنيع الفضائي خلال المهمة.
بدأ معهد دراسات الفضاء استضافة مؤتمر التصنيع الفضائي مرتين سنويًا عام 1977.
استمرت أبحاث الجاذبية الصغرى في معالجة المواد في عام 1983 باستخدام معدات المعمل الفضائي. نقلت هذه الوحدة إلى المدار 26 مرة على متن مكوك الفضاء كما في 2002. في هذا الدور، كان المكوك بمثابة منصة بحث مؤقتة قصيرة المدة قبل الانتهاء من محطة الفضاء الدولية.
في فبراير 1994 وسبتمبر 1995، حُملت معدات الويك شيلد إلى المدار بواسطة مكوك الفضاء. تستخدم منصة العرض التوضيحية هذه الفراغ المتكون في أعقاب المدار لتصنيع أغشية رقيقة من زرنيخيد الغاليوم وزرنيخيد غاليوم الألومنيوم.
في 31 مايو 2005، أُطلق مختبر فوتون- م2 بدون طيار إلى مداره. كان النمو البلوري وسلوك المعدن المنصهر في انعدام الوزن من بين التجارب التي أديت فيه.

### محطة الفضاء الدولية
أدى الانتهاء من محطة الفضاء الدولية إلى تقديم مرافق موسعة محسنة لأداء الأبحاث الصناعية. أدى هذا إلى تحسين معارفنا عن علوم المواد، بالإضافة إلى آليات تصنيع جديدة على الأرض وربما بعض الاكتشافات الهامة في آليات التصنيع الفضائي. ستختبر وكالة ناسا وتيثيرز أنليميتد على متن محطة الفضاء الدولية جهاز إعادة الصقل، الذي يراد استخدامه لإعادة تدوير البلاستيك لاستخدامه في التصنيع الفضائي.
يعتبر الرافع الكهرومغناطيسي لمختبر علوم المواد على متن معمل كولومبس مرفقا علميا يمكن استخدامه لدراسة خواص انصهار وتماسك مواد متنوعة. يستخدم مختبر علم السوائل لدراسة سلوك السوائل في الجاذبية الصغرى. محطة الفضاء الدولية مزودة أيضًا بطابعة ثلاثية الأبعاد وتتيح لطاقم العمل في محطة الفضاء الدولية أن يصنعوا بعض الأجزاء على متن المحطة وبالتالي تكون تكلفة الإطلاقات أقل ما يمكن.

## البيئة
هناك عدة اختلافات مميزة بين خصائص المواد في الفضاء مقارنةً بنفس المواد على الأرض. يمكن استغلال هذه الفروقات لإنتاج تقنيات تصنيعية مميزة أو محسنة.
- تسمح البيئة قليلة الجاذبية بالتحكم في تيارات الحمل في السوائل أو الغازات، والتحكم في إنهاء الترسيب. يصير الانتشار الوسيلة الأولية لمزج المواد، ما يسمح بخلط المواد غير القابلة للامتزاج فيما بينها. تتيح البيئة نموًا أفضل لبلورات أكبر ذات جودة أعلى في المحلول.
- يسمح الفراغ شديد النظافة الموجود في الفضاء بتكوين مواد وأشياء نقية للغاية. يمكن استخدام ترسيب البخار في بناء مواد خالية من العيوب طبقة بطبقة.
- يجعل التوتر السطحي السوائل تكون كرات مستديرة تمامًا في الجاذبية الصغرى. يمكن أن يؤدي هذا إلى حدوث مشاكل عند ضخ السوائل خلال الأنابيب لكنه مفيد جدًا عندما نحتاج تكوين كرات تامة الاستدارة بأحجام متسقة.
- يمكن للفضاء أن يوفر درجات متطرفة من الحرارة والبرودة. يمكن تجميع أشعة الشمس لتركيز ما يكفي من الحرارة لصهر المواد، بينما تتعرض الأشياء المتروكة في ظلام دائم إلى درجات حرارة تقترب من الصفر المطلق. يمكن استغلال التدرج الحراري لإنتاج مواد زجاجية قوية.

## معالجة المواد
يجب تلبية متطلبات معينة للمواد بالنسبة لمعظم التطبيقات التصنيعية. يجب تكرير خامات المعادن لاستخراج معادن محددة وسيجب تنقية المواد العضوية المتطايرة. في الوضع المثالي، توصل هذه المواد الخام لموقع المعالجة بوسيلة اقتصادية إذ يصبح وقت الوصول ونفقات طاقة الدفع وتكاليف الاستخراج عوامل في عملية التخطيط. يمكن الحصول على المعادن من الكويكبات أو من سطح القمر أو من جسم كوكبي. يمكن أن نحصل على المواد المتطايرة من المذنبات أو من الكوندريت الكربوني أو الكويكبات من النوع س أو أقمار المريخ أو أقمار كواكب أخرى. ربما يثبت أيضًا إمكانية استخراج الهيدروجين في صورة الثلج أو معادن رطبة من مصائد باردة على قطبي القمر.
من المصادر الأخرى المحتملة للمواد الخام، على الأقل على مدى قصير، هو الأقمار الصناعية الدوارة المعاد تدويرها وأشياء أخرى في الفضاء من صنع الإنسان.
ما لم تتم معالجة المواد ومواقع التصنيع في نفس مواقع استخراج الموارد، فسيجب نقل المواد الخام حول النظام الشمسي. هناك عدة وسائل مقترحة لتقديم القوة الدافعة لهذه المواد بما فيها الشراعات الشمسية والشراعات الكهربية والشراعات المغناطيسية والمحركات الأيونية الكهربية أو المسترجمات (تستخدم الوسيلة الأخيرة سلسلة من المغناطيسات الكهربائية المثبتة في خط لتسريع المواد الموصلة).